# Blågumpad papegoja
Blågumpad papegoja (Psittinus cyanurus) är en fågel i familjen östpapegojor inom ordningen papegojfåglar.

## Utseende och läte
Blågumpad papegoja är en rätt liten (18 cm) och satt papegoja med en mycket kort stjärt. Vuxna hanar har blått på huvud och övergump, mörkgrå mantel, grönt på vingar och stjärt och blåaktig undersida. Honor är mestadels gröna med gråbrunt huvud och lite blått på övergumpen. Simeuluepapegojan (’’P. abbotti’’) är mestadels grön, med grön panna på det blåfärgade huvudet och ett rätt smalt svart band i nacken. Lätet är ett gällt tjattrande "chi, chi, chi" eller "chu-ee" i flykten.

## Utbredning och systematik
Blågumpad papegoja delas in i tre underarter med följande utbredning:
- Psittinus cyanurus cyanurus – förekommer från södra Thailand till södra Myanmar, Malackahalvön, Sumatra och Borneo
- Psittinus cyanurus pontius – förekommer på Mentawaiöarna (Siberut, Sipura, norra Pagai och södra Pagai)

Tidigare inkluderades simeuluepapegojan (Psittinus abbotti) i arten, men denna urskiljs allt oftare som egen art.

## Status
IUCN kategoriserar arten som nära hotad.